# Васільєв-Кулік Сергій Вікторович
Сергі́й Ві́кторович Васі́льєв-Кулі́к — полковник Збройних сил України.

## Нагороди
За особисту мужність і героїзм, виявлені у захисті державного суверенітету та територіальної цілісності України, вірність військовій присязі під час російсько-української війни нагороджений
- орденом Богдана Хмельницького III ступеня (4.12.2014).